# Mantador
Mantador est une ville américaine située dans le comté de Richland, dans le coin sud-est  de l’État du Dakota du Nord. Lors du recensement de 2010, sa population s'élevait à 64 habitants.

## Personnalités liées à la ville
La sénatrice Heidi Heitkamp, née en 1955, a passé sa jeunesse à Mantador.

## Démographie
| 1950 | 1960 | 1970 | 1980 | 1990 | 2000 |
| ---- | ---- | ---- | ---- | ---- | ---- |
| 138  | 98   | 95   | 76   | 77   | 71   |

| 2010 | - | - | - | - | - |
| ---- | - | - | - | - | - |
| 64   | - | - | - | - | - |

## Source
- (en) Cet article est partiellement ou en totalité issu de l’article de Wikipédia en anglais intitulé « Mantador, North Dakota » (voir la liste des auteurs).